# Childe Roland to the Dark Tower Came
L'écuyer Roland à la Tour noire s'en est venu
Childe Roland to the Dark Tower Came (L'écuyer Roland à la Tour noire s'en est venu, ou encore, Le Chevalier Roland s'en vint à la Tour noire) est un poème écrit par Robert Browning en 1855. Il fait partie de l'ensemble intitulé Hommes et Femmes (Men and Women).
Son titre, repris à la fin du poème, est tiré d'un vers du Le Roi Lear de Shakespeare, qui s'était lui-même inspiré du conte de fée Childe Rowland, popularisé plus tard par  Joseph Jacobs, et fondé sur une vieille ballade écossaise.

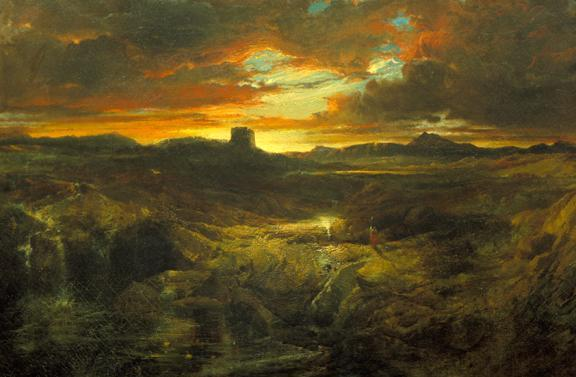
Childe Roland to the Dark Tower Came, par Thomas Moran (1859)

Le poème est considéré comme le monologue de Browning à la fois le plus ambigu et le plus suggestif. Il comporte un narrateur à la première personne qui entraîne le lecteur dans sa quête en évoquant une réponse de caractère gothique à une question préalablement posée.
Le poème a inspiré à l'écrivain américain Stephen King l'une de ses œuvres majeures, La Tour sombre.

## Extrait du poème
Childe Roland to the Dark Tower Came : vers 1 à 6
| My first thought was, he lied in every word, That hoary cripple, with malicious eye Askance to watch the working of his lie On mine, and mouth scarce able to afford Suppression of the glee, that pursed and scored Its edge, at one more victim gained thereby. | Ma première pensée fut : il m'a menti de bout en bout, Ce bancal chenu, à l'œil méchant Regardant en coin pour voir l'effet que son mensonge Avait sur moi, et dont les lèvres peinaient à cacher La joie qui en pinçait et striait la commissure De s'être ainsi ajouté une nouvelle victime. |

Le titre de ce poème a été inspiré par l'un des chants d'Elgar dans Le Roi Lear de Shakespeare, mais la citation empruntée n'est qu'un point de départ d'où Browning tisse une toile d'allure médiévale sur laquelle s'accumulent des incidents et des images d'horreur :
| It may have been a water-rat I speared, But, ugh! it sounded like a baby's shriek, Toads in a poisoned tank, Or wild cats in a red-hot iron cage. | Ç'aurait pu être un rat d'eau que ma lance a transpercé, Mais, pouah ! Ça ressemblait au cri déchirant d'un bébé, Des crapauds au milieu d'une citerne empoisonnée, Ou alors des chats sauvages dans une cage chauffée à blanc. |

Autant d'embûches avant de parvenir à un Graal qui semble n'être autre que la révélation du pourquoi de cette quête. Lorsque le chevalier touchant au but fait sonner le cor, à la vue des fantômes de tous ceux qui l'ont précédé,
| I saw them and I knew them all. And yet Dauntless the slug-horn to my lips I set, And blew. Child Roland to the Dark Tower came. | Je les vis tous et tous je les reconnus. Alors, Sans peur, je portai le cor à mes lèvres Et il sonna. L'écuyer Roland à la Tour noire s'en est venu. |

Browning ferme la boucle et revient tout simplement au titre même de son épopée baroque (XXXIV, 4-6).

## Remarque
Childe est un mot de vieil anglais désignant le fils d'un noble qui n'est pas encore chevalier.